# Фаял (Сантана)
Фая́л (порт. Faial) — район (фрегезия) в Португалии, входит в округ Мадейра. Расположен на острове Мадейра. Является составной частью муниципалитета Сантана. Население составляет 1961 человек на 2001 год. Занимает площадь 22,60 км².